# Lucien Vandenborre
Lucien Vandenborre (Elsegem, 11 november 1930 - Oudenaarde, 19 september 2008) was een Belgisch socialistisch politicus.
Zijn vader was een socialistisch militant en zodoende kwam hij reeds vroeg in contact met de toenmalige Belgische Socialistische Partij (BSP). Hij werd een eerste maal verkozen in 1958 en zetelde in de gemeenteraad van Elsegem van 1959 tot 1970. Met de fusie in 1971 werd Elsegem een deelgemeente van Wortegem-Petegem, Vandenborre werd eerste schepen. Hij bleef in functie tot eind 1982. De volgende bestuursperiode van 1983 tot 1989 werd hij burgemeester van de fusiegemeente.
De volgende tien jaar, tot 2000, bleef hij nog zetelen als gemeenteraadslid. Tot slot van zijn loopbaan was hij van 2001 tot april 2002 voorzitter van het OCMW.
Van 1971 tot 1977 zetelde hij als provincieraadslid in Oost-Vlaanderen.